# Werner Bab
Werner Julius Bab (geboren am 2. Oktober 1924 in Oberhausen; gestorben am 31. Juli 2010 in Berlin) war ein deutscher Holocaust-Überlebender.

## Leben

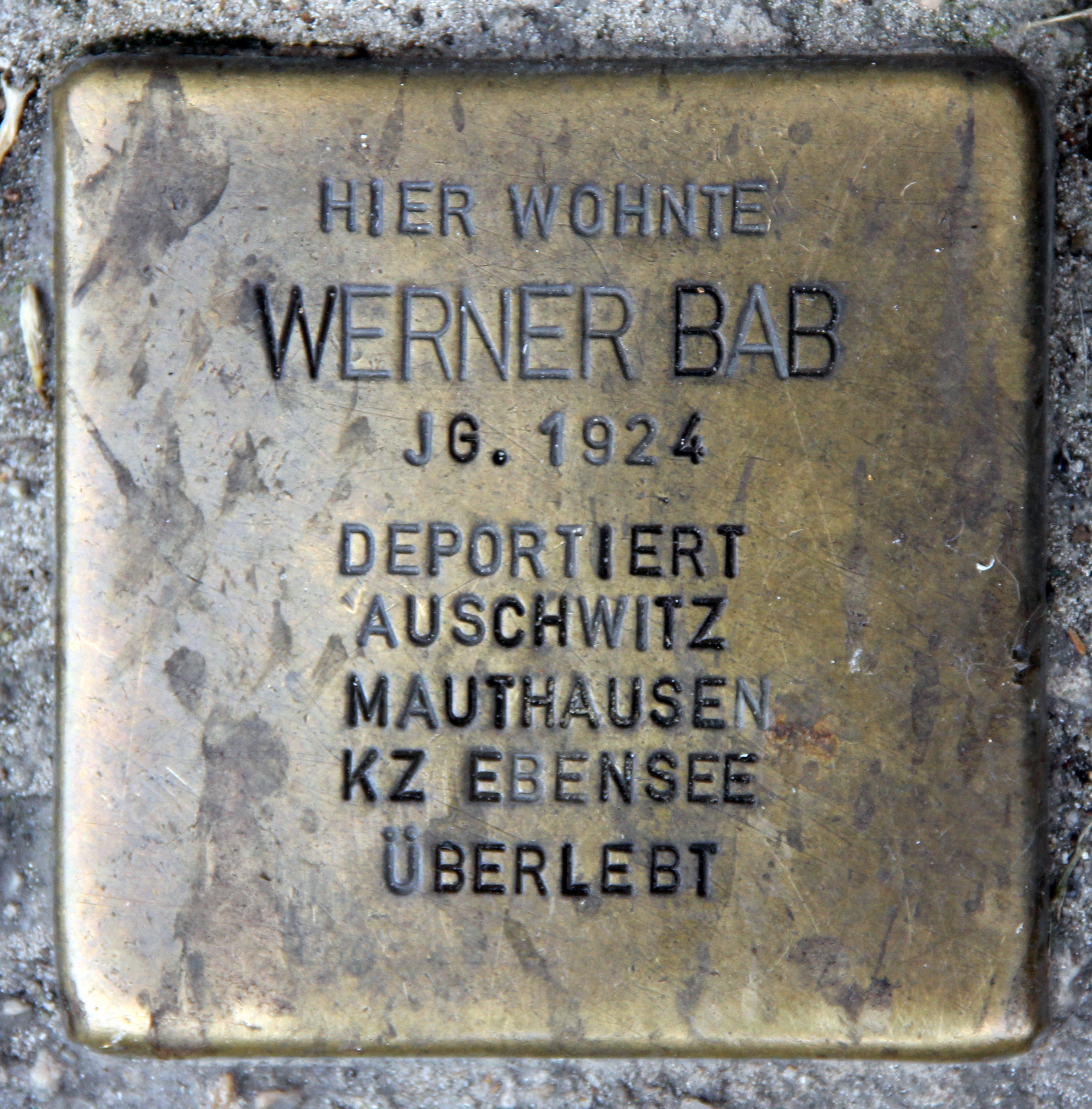
Stolperstein, Schönhauser Allee 187, in Berlin-Prenzlauer Berg

Werner Bab wurde 1924 in Sterkrade in Oberhausen geboren, 1929 ziehen seine Eltern Emil Bab (1887–1942) und Emma geborene Heymann (1898–1984) mit ihm nach Berlin, wo die beiden am 22. März 1923 geheiratet hatten. Die Familie wohnte in Berlin-Weißensee, wo Werner auch eingeschult worden ist. 1932 erfolgte die Scheidung und die Mutter zieht mit Werner in ihre Geburtsstadt Schneidemühl (heute Piła in Polen). Am 23. Februar 1933 heiratete sie dort den Pferdehändler Louis Lewin (1897–1965) und ihre Tochter Helga wurde am 16. November 1933 geboren, die Halbschwester von Werner.
Nach der Machtergreifung durch die Nationalsozialisten war Werner in der Schule in Schneidemühl zunehmend antisemitischen Repressionen und körperlichen Angriffen ausgesetzt, so dass sich seine Mutter entschloss, Werner für seine weitere schulische Laufbahn auf ein Internat für jüdische Kinder in Stettin zu schicken. Er wohnte dort im jüdischen Waisenhaus und ging tagsüber in die jüdische Privatschule.
Die Schule wurde unmittelbar zwangsweise nach den Novemberpogromen 1938 geschlossen und alle Lehrer verhaftet, das Waisenhaus wurde geschlossen. Im Mai 1939 zur Volkszählung lebte Werner noch in Stettin. Die judenfeindlichen Zwangsmaßnahmen wurden zunehmend weiter verschärft. Louis Lewin, der Stiefvater von Werner, wurde vom 20. Juni 1938 bis 20. September 1938 im KZ Sachsenhausen inhaftiert, sehr wahrscheinlich bei der Juni-Aktion als Teil der Aktion „Arbeitsscheu Reich“. Louis Lewin wurde nur mit der Auflage entlassen, die Auswanderung zu veranlassen und eine der letzten Möglichkeiten waren Schiffspassagen nach Shanghai, wofür keine Visa nötig waren. Die Familie konnte nur drei Fahrkarten kaufen und seine Mutter, ihr Mann und die Tochter Helga flohen im Mai 1939 mit dem Schiff von Italien aus zuerst nach Hongkong und von dort weiter nach Shanghai, Werner blieb zurück.
Werner wollte nach Palästina auswandern, was ihm aber nicht gelang, so dass er zur Vorbereitung der Auswanderung in verschiedene Hachschara-Ausbildungslager ging, zuerst nach Jessen, dann nach Schniebinchen und zuletzt nach Altona-Rissen in Hamburg. Mit Beginn des Zweiten Weltkriegs wurden die Hachscharas nach und nach aufgelöst, Werner ging zurück nach Berlin und konnte aber nicht zu seinem Vater ziehen, da dieser selbst nur zur Untermiete wohnte. So lebte er ebenfalls bei einer jüdischen Familie zur Untermiete.
1940 besuchte Werner einen Laborantenkurs zur Ausbildung als Chemotechniker, dieser fand im Siegmunds Hof 11 statt, einem Gemeindezentrum der Israelitischen Synagogen-Gemeinde Adass Jisroel zu Berlin. Sein Vater wohnte zu der Zeit in der Lothringer Straße 64.
1941 musste Werner Zwangsarbeit als Kunstharzpresser in einem Rüstungsbetrieb in der Ritterstraße zu einem Stundenlohn von 19 Pfennig leisten.
Am 23. Dezember 1942 beging sein Vater in Berlin Selbstmord, er soll nach Angabe von Werner Bab bei der Jüdischen Gemeinde gearbeitet haben und musste andere Juden zur Deportation abholen, womit er mental nicht zurecht gekommen ist und für sich keinen anderen Ausweg sah. Emil Bab wurde auf dem Jüdischen Friedhof in Weißensee beerdigt.
Nach dem Tod seines Vaters war Werner allein in Berlin und er beschloss 1943 in die Schweiz zu flüchten. Mit Geld, was er nach dem Tod seines Vaters erhalten hatte, konnte er gefälschte Ausweispapiere und ein Zugticket kaufen und fuhr über Speyer nach München. In München konnte er über neue Kontakte gefälschte Papiere für den Grenzübertritt in die Schweiz kaufen, aber er wurde noch in Waldshut an der Schweizer Grenze von der deutschen Grenzpolizei verhaftet. In Waldshut wurde er vier Wochen inhaftiert und dann an die Gestapo in Karlsruhe überstellt. Nach der Erinnerung von Werner Bab war er drei bis vier Monate in Karlsruhe inhaftiert, während der Zeit wurde er bei Verhören schwer geschlagen, um zu verraten, von wem er die falschen Papiere erhalten hatte. Er wurde dann wegen des Versuchs des illegalen Grenzübertritts unter „Schutzhaft“ gestellt und über Frankfurt am Main, Kassel, Bautzen nach Breslau verschoben. 
Von Breslau aus wurde er in einem Häftlingstransport ins KZ Auschwitz I (Stammlager) deportiert, ohne dass bei seiner Aufnahme eine Selektion erfolgte. Später wurde er jedoch als Häftling mit der Nummer 136857 einmal für die „Sonderbehandlung“ selektiert, aber er überlebte, weil wegen seines Schutzhaftbefehls in Berlin beim Reichssicherheitshauptamt nachgefragt hätte werden müssen, ob er ermordet werden darf, was aber unterblieben ist.
Das Stammlager Auschwitz I wurde zwischen dem 17. und 23. Januar 1945 „evakuiert“ und alle gehfähigen Häftlinge wurde auf Todesmärsche in Richtung Westen geschickt. Werner Bab gelangte so nach Pleß in Oberschlesien (heute Pszczyna in Polen) und wurde von dort in einem offenen Güterwaggon in zwei bis drei Tagen Fahrt in das KZ Mauthausen gebracht. Von dort gelangte er ein Arbeitskommando im KZ Melk, einem Außenlager von Mauthausen. Befreit wurde Werner Bab schließlich am 6. Mai 1945 im KZ Ebensee von der US Army.
Seine mittlerweile in San Francisco lebende Mutter erfuhr durch Zufall aus der deutsch-jüdischen Zeitschrift Aufbau, dass ihr Sohn den Holocaust überlebt hatte. Mit einem Truppentransporter gelangte Werner Bab von Bremerhaven über New Orleans nach Kalifornien.
Doch Werner Bab hatte Sehnsucht nach seiner Heimat. Wie sein Vater fühlte er sich „treu deutsch“ und kehrte letztlich als einziges Familienmitglied wieder nach Deutschland zurück.
Ab 1958 baute sich Bab eine Existenz in der Automobilbranche auf. Autohäuser wurden am Wittenbergplatz, in Spandau, Charlottenburg und Wedding eröffnet. Seit 1990 gehörte Fiat Bab zum Stadtbild Kreuzbergs. Sein Laden an der Kreuzbergstraße 78 war stadtbekannt.
Die Filmbiografie eines Holocaust-Überlebenden Zeitabschnitte des Werner Bab von Christian Ender zeigt seinen Kampf ums Überleben und das seiner jüdischen Mitbürger zur Zeit des Holocausts.
Seit 16. Mai 2006 war Werner Bab Träger des Bundesverdienstkreuzes am Bande.